# 제1차 고이즈미 내각 (제1차 개조)
제1차 고이즈미 제1차 개조내각(일본어: 第1次小泉第1次改造内閣)은  고이즈미 준이치로가 제87대 내각총리대신으로 임명되어, 2002년 9월 30일부터 2003년 9월 22일까지 존재한 일본의 내각이다.
자유민주당과 공명당, 보수당의 연립 내각이다.

## 각료 명단
내각부 특명담당대신에 대해서는 그 담당을 괄호 내에 기술하였다. 내각부 이외의 다른 성청(내각관방 포함)의 특명사항을 담당하는 국무대신의 직무는 꺾은 괄호(〈〉) 내에 기술하였다.
| 내각총리대신                                                                                            | 내각총리대신                                                                                            | 고이즈미 준이치로                   |
| | 내각총리대신 보좌관 (도시재생 담당)                                                                     | 마키노 도오루                       |
| 내각총리대신 보좌관 (행정개혁, 식품안전위원회(가칭) 담당)                                               | 네모토 다쿠미 (2002년 10월 2일 ~ )                                                                      |                                     |
| 내각총리대신 보좌관 (이라크 담당)                                                                       | 오카모토 유키오 (2003년 4월 15일 ~ )                                                                    |                                     |
| 총무대신                                                                                                | 총무대신                                                                                                | 가타야마 도라노스케                 |
| 법무대신                                                                                                | 법무대신                                                                                                | 모리야마 마유미                     |
| 외무대신                                                                                                | 외무대신                                                                                                | 가와구치 요리코                     |
| 재무대신                                                                                                | 재무대신                                                                                                | 시오카와 마사주로                   |
| 문부과학대신 국립국회도서관 연락조정위원회 위원                                                         | 문부과학대신 국립국회도서관 연락조정위원회 위원                                                         | 도야마 아쓰코                       |
| 후생노동대신                                                                                            | 후생노동대신                                                                                            | 사카구치 지카라                     |
| 농림수산대신                                                                                            | 농림수산대신                                                                                            | 오시마 다다모리 ( ~ 2003년 4월 1일) |
| 농림수산대신                                                                                            | 농림수산대신                                                                                            | 가메이 요시유키 (2003년 4월 1일 ~ ) |
| 경제산업대신 〈국제박람회 담당〉                                                                        | 경제산업대신 〈국제박람회 담당〉                                                                        | 히라누마 다케오                     |
| 국토교통대신 〈수도기능이전 담당〉                                                                      | 국토교통대신 〈수도기능이전 담당〉                                                                      | 오기 지카게                         |
| 환경대신 〈지구환경문제 담당〉                                                                          | 환경대신 〈지구환경문제 담당〉                                                                          | 스즈키 준이치                       |
| 내각관방장관 내각부 특명담당대신 (남녀공동참여 담당)                                                    | 내각관방장관 내각부 특명담당대신 (남녀공동참여 담당)                                                    | 후쿠다 야스오                       |
| | 내각관방 부장관                                                                                         | 아베 신조                           |
| 내각관방 부장관                                                                                         | 우에노 고세이                                                                                           |                                     |
| 내각관방 부장관                                                                                         | 후루카와 데이지로                                                                                       |                                     |
| 내각위기관리감                                                                                          | 스기타 가즈히로                                                                                         |                                     |
| 내각법제국 장관                                                                                         | 아키야마 오사무                                                                                         |                                     |
| 국가공안위원회 위원장 내각부 특명담당대신 (산업재생기구, 식품안전 담당)                                 | 국가공안위원회 위원장 내각부 특명담당대신 (산업재생기구, 식품안전 담당)                                 | 다니가키 사다카즈                   |
| 방위청 장관                                                                                             | 방위청 장관                                                                                             | 이시바 시게루                       |
| 내각부 특명담당대신 (오키나와 및 북방대책, 개인 정보 보호, 과학기술정책 담당) 〈정보통신기술(IT) 담당〉 | 내각부 특명담당대신 (오키나와 및 북방대책, 개인 정보 보호, 과학기술정책 담당) 〈정보통신기술(IT) 담당〉 | 호소다 히로유키                     |
| 내각부 특명담당대신 (금융, 경제재정정책 담당)                                                           | 내각부 특명담당대신 (금융, 경제재정정책 담당)                                                           | 다케나카 헤이조                     |
| 내각부 특명담당대신 (규제개혁 담당) 〈행정개혁 담당〉                                                   | 내각부 특명담당대신 (규제개혁 담당) 〈행정개혁 담당〉                                                   | 이시하라 노부테루                   |
| 내각부 특명담당대신 (방재, 구조개혁특구 담당)                                                           | 내각부 특명담당대신 (방재, 구조개혁특구 담당)                                                           | 고노이케 요시타다                   |

※다니가키 사다카즈 국무대신은 2002년 11월 8일에 ‘산업재생기구(가칭) 담당 대신’으로 임명되었지만, 2003년 4월 10일에 ‘산업재생기구 담당 대신’으로 개칭되었다. 이후 2003년 7월 1일에 〈식품안전위원회(가칭) 담당〉이 ‘식품안전 담당 대신’으로 개칭되고, 다니가키 국무대신이 임명되었다.
※호소다 히로유키 국무대신은 2003년 6월 6일에 ‘개인정보보호 담당 대신’으로 임명되었다.
※고노이케 요시타다 국무대신은 2003년 4월 1일에 〈구조개혁특구 담당〉에서 ‘구조개혁특구 담당 대신’으로 임명되었다.
※네모토 다쿠미 내각총리대신보좌관의 담당 직무인 〈식품안전위원회(가칭) 담당〉은 2003년 7월 1일에 해제되었다.

## 같이 보기
- 일본의 역대 내각